# Ivan 'Ironman' Stewart's Super Off Road
Ivan 'Ironman' Stewart's Super Off Road debuterade ute i arkadhallarna 1989, och är ett bilspel från Leland Corporation. Spelet namngavs efter professionelle föraren Ivan Stewart. Virgin Games porterade 1990 spelet till flera olika hemkonsoler.1991 släpptes spelet till NES vilket följdes av versioner till bland annat Sega Mega Drive, SNES, Amiga och MS-DOS.

### Fotnoter
1. ↑  Ivan 'Ironman' Stewart's Super Off Road på Killer List of Videogames